# Гревенмахер
Гревенмахер (люксемб. Gréiwenmaacher) — комуна та однойменне місто в Люксембурзі. Входить до складу округу Гревенмахер кантону Гревенмахер.
В місті базується однойменний футбольний клуб.

## Демографія
Станом на 2011 рік на території комуни мешкало 4 347 ос. В комуні розташовані 1782 домашні господарства.
Динаміка чисельності населення: